# Cadillac se slevou
Cadillac se slevou (v anglickém originále Cadillac Man) je americká filmová komedie z roku 1990. Režisérem filmu je Roger Donaldson. Hlavní role ve filmu ztvárnili Robin Williams, Tim Robbins, Pamela Reed, Annabella Sciorra a Fran Drescher.

## Obsazení
| Robin Williams    | Joey O´Brien      |
| Tim Robbins       | Larry             |
| Pamela Reed       | Tina              |
| Annabella Sciorra | Donna             |
| Fran Drescher     | Joy Munchack      |
| Zack Norman       | Harry Munchack    |
| Lori Petty        | Lila              |
| Paul Guilfoyle    | malý Jack Turgeon |